# Tse-ven Soong
Tse-ven Soong o Soong Tzu-wen (en chino tradicional, 宋子文; pinyin, Sòng Zǐwén; 4 de diciembre de 1894-26 de abril de 1971) fue un político y empresario chino y dos veces primer ministro de la República de China. Fue hijo de Charlie Soong y fue hermano de las hermanas Soong, tuvo como cuñados a Sun Yat-sen, Chiang Kai-shek y H. H. Kung.

## Biografía
Nació en Shanghái y estudió en la Universidad de Harvard, recibiendo su doctorado en la Universidad de Columbia y regresó a China trabajando en la empresa privada. Durante el gobierno nacionalista del Kuomintang, fue gobernador del Banco Central de China y ministro de Finanzas (1928-1931, 1932–1933); ministro de Asuntos Exteriores (1942-1945) y presidente del Yuan Ejecutivo (1930, 1945-1947). Fue líder de la delegación china en la Conferencia de las Naciones Unidas en San Francisco en 1945 y que dio nacimiento a la Organización de las Naciones Unidas.
Con la derrota de los nacionalistas en la guerra civil china se mudó a Nueva York en donde residiría hasta su fallecimiento a la edad de setenta y siete años.